# لويس إدواردو زاباتا
لويس إدواردو زاباتا (بالإسبانية: Luis Eduardo Zapata) هو لاعب كرة قدم كولومبي، ولد في 24 أبريل 1980 في مدينة كالي في كولومبيا. لعب مع أمريكا دي كالي وديبورتيفو باستو وديبورتيفو بيريرا وديبورتيفو كالي وكولورادو رابيدز ونادي خورخي ويلسترمان ونادي كاراكاس ونادي ميلوناريوس.

## وصلات خارجية
- لويس إدواردو زاباتا على موقع إي إس بي إن إف سي (الإنجليزية)
- لويس إدواردو زاباتا على موقع قاعدة بيانات كرة القدم.إي يو (الإنجليزية)
- لويس إدواردو زاباتا على موقع Soccerway.com (الإنجليزية)